# Eve no Jikan
Eve no Jikan (イヴの時間 Ivu no jikan?, Tiempo de Despertar) es un anime ONA dirigido por Yasuhiro Yoshiura y producido por Studio Rikka y DIRECTIONS, INC usando 2D con personajes en 3D de fondo. El primer episodio fue transmitido por internet el 1 de agosto de 2008 en Yahoo! Japan, saliendo cada dos meses (el segundo el 1 de octubre y el tercero el 1 de diciembre del mismo año). Una versión con subtítulos en inglés se publicó en Crunchyroll a partir del 2 de octubre de 2008. Yowu Entertainment anunció el 3 de agosto de 2015 que había licenciado la serie para España y Latinoamérica.

## Sinopsis
En un futuro no muy distante, los androides se han vuelto comunes y tienen apariencia humana siendo un halo en la cabeza lo único que marca la diferencia. Los humanos los tratan como si fuesen simples herramientas, aunque existen personas atraídas por ellos, generalmente gente adulta, que los trata como si fuesen humanos, llegando incluso a preferirlos antes que a los humanos. Estas personas son llamadas Dorikei (ドリ系?) y son percibidas de manera negativa.
Rikuo, quien ha dado por sentado a los androides toda su vida, un día descubre que Sammy, su Androide, ha estado actuando de forma extraña. Revisando su registro de actividades descubre una dirección no programada. Junto a un amigo, Masaki, se disponen a seguir los pasos de Sammy hasta llegar a una cafetería, "The Time of Eve". Nagi, la mesera, les informa que la regla principal del lugar es no discriminar, ya sean humanos o androides. Allí los androides no están obligados a mostrar unas aureolas holográficas que los identifican como tales, siendo esta una ley obligatoria.
Los episodios constan de conversaciones entre Rikuo, regularmente acompañado por Misuko, y los clientes habituales del café: La entusiasta Akiko, Chie y un anciano que la cuida, la pareja integrada por Koji y Rina. Dichas conversaciones hacen de forma frecuente alusión a las Tres Leyes de la Robótica de Asimov, con sorprendentes interpretaciones de estas.

## Personajes
Rikuo (リクオ Rikuo?)
Seiyuu: Jun Fukuyama
Rikuo es un niño que asiste a la escuela secundaria con su amigo Masaki. Él es un pianista de gran talento (lo suficiente para ganar el gran premio en un concurso), pero después de presenciar un androide tocar una pieza impecable, se pregunta por qué se debe esforzar en perfeccionar su habilidad para tocar piano, cuando un androide claramente podía tocar mejor. Por esta razón, ha dejado de tocar. Desde niño ha sido enseñado a tratar a los robots y los androides como herramientas, como es normal en esta sociedad, evidenciado en la forma en que trata a su androide, Sammy. Movido por la curiosidad, investiga y luego aprende a aceptar la conciencia de un robot, el yo y la convivencia de los seres humanos y los robots.
Masaki (マサキ Masaki?)
Seiyuu: Kenji Nojima
Masaki es el mejor amigo de Rikuo. Ambos lo niegan, pero la verdad es que lo son. Masaki no tiene robots en el hogar, y la razón a pesar de ser un supuesto misterio, está implícita en el primer episodio y es que su padre está involucrado en el activismo anti-robots. Él decide ayudar a Rikuo a investigar más sobre las actividades de Sammy, y va con Rikuo en su búsqueda.
Más tarde se descubrió que su odio a los robots es de su propia experiencia con su robot. De pequeño tenía una relación cariñosa con su robot. Sin embargo, su padre lo vio y viendo las muestras de conciencia que mostraba el robot lo tomo como una amenaza. Como resultado de ello, el padre de Masaki prohibió el robot hablar nunca más, lo cual traumatizó e hizo que Misaki odiara el hecho de que no puedan pensar / hablar por sí mismos. Al final, se da cuenta de que el robot se preocupa y sufre tanto como él, incluso si no puede hablar.
Sammy (サミィ Sammy?)
Seiyuu: Rie Tanaka
Androide de Rikuo, que tiene la apariencia de una mujer joven. En casa, Sammy no muestra una personalidad, solo obedece órdenes sin mostrar ninguna emoción. En el Eve no jikan, por otro lado, ella es una chica tímida y preocupada, que no quiere nada más que hacer a los miembros de su familia felices (en referencia a Rikuo, Naoko y sus padres). A medida que la serie avanza, se puede leer en Sammy muestras simbólicas de la independencia de vez en cuando, generalmente, cuando sus propietarios no están mirando. Ella es muy consciente de que cualquier independencia por su parte es alarmante para Rikuo.
Nagi (ナギ Nagi?)
Seiyuu: Rina Satō
Cuando Rikuo y Masaki llegan al Eve no jikan, se reúnen con Nagi, la dueña que trabaja allí. Maneja con cuidado la tienda de café, asegurando un buen servicio y que los clientes respeten las reglas de la casa. Nagi en ocasiones muestra un comportamiento extraño, como no ser capaz de decidir cómo reaccionar adecuadamente a una situación determinada, lo que implica que podría ser un androide, pero Rikuo y Masaki nunca retoman esto y asumen que es humana.
Se revela en el episodio final que Nagi es en realidad humana y que fue víctima del incidente causado por el comité de ética robótica cuando tenía cinco años.
Akiko (アキコ Akiko?)
Seiyū: Yukana
Akiko es la primera cliente que Rikuo y Masaki se encuentran en Eve no Jikan. Ella se caracteriza por hablar muy rápido, hace un montón de preguntas y bromea. Al principio se pensaba que ella era humana pero Akiko se revela más tarde con forma de androide cuando va a saludar a su maestro en la escuela de Rikou. Al igual que Sammy, fuera del café, ella es pasiva y sin emociones, incluso con Rikuo y Masaki. A pesar de ser fría para los dos, Akiko es consciente de ellos y se vecomo se la ve sonriente en secreto después de caminar más allá de su ventana.
Koji (コージ Koji?)
Seiyū: Michio Nakao
Koji es un cliente de Eve no Jikan que va siempre acompañado de Rina, su amante. Es un androide masculino cuyo dueño es una mujer que prefiere su compañía a la de los hombres. Koji cree que Rina es una humana normal como su dueña, así que se hizo amigo de ella en el café con el fin de aprender cómo ser un mejor novio para su dueña. Él oculta el hecho de ser un androide para Rina porque cree que ella se marcharía si descubriese la verdad, pero Koji no tiene ni idea de que Rina también es una androide, por lo que viene a ser "Amor entre androides" aunque ellos no lo sepan..
Rina (リナ Rina?)
Seiyū: Miki Ito
Rina es una androide femenina guardaespaldas que ha sido ilegalmente modificada por su antiguo maestro, VIP, por lo que es capaz de participar en actividades sexuales. Su pierna derecha sufrió daños durante un intento de asesinato contra su amo, momento en que él la abandonó. El mal funcionamiento de su pierna la amenaza con revelar su identidad como un androide. Desde que está ilegalmente modificada, no puede volver a su fabricante para su reparación sin avergonzar a su antiguo maestro. Se hace amiga y posteriormente se enamora de Koji ya que él es amable y atento con ella. Rina cree que Koji es humano y teme que la abandone si llegase a descubrir que ella es en realidad una androide, pero lo que no sabe es que Koji también es un androide, por lo que viene a ser "Amor entre androides" aunque ellos no lo sepan.
Shimei (シメイ Shimei?)
Seiyū: Motomu Kiyokawa
Shimei es el padre adoptivo de Chie. Es un prototipo de androide diseñado para actuar como padre adoptivo y es sometido a pruebas secretas para probar su funcionamiento. Es de suponer que, como es un androide prototipo, no se debe mostrar en público pero también asiste a Eve no Jikan. Sin embargo, él admite libremente que es un androide, pero solo cuando Nagi (y Chie) no pueden escuchar. Shimei aún no ha revelado su naturaleza a Chie.
Chie (チエ Chie?)
Seiyū: Miyuki Sawashiro
Chie es una niña de unos cuatro años, a pesar de que su edad nunca es revelada. A ella le encanta robar y esconder las pertenencias de los demás con el fin de conseguir que jueguen con ella. Cuando conoce a Rikuo, queda fascinada con sus gafas y los roba para ocultarlas. Ella es amante de declararse a sí misma como un gato. Ella no entiende por qué la deja Shimei en el cuidado de otras personas una vez al mes, pero es para su revisión de mantenimiento regular, tampoco sabe que Shimei es un androide.
Setoro (セトロ Setoro?)
Seiyū: Tomokazu Sugita
Setoro es un misterioso hombre que lee la mayor parte de su tiempo en la cafetería. Cuando se trata de Masaki, el rápidamente se va del café, Setoro fácilmente esquiva. Aunque en un principio los informes con el Dr. Masaki Ashimori muestran que el puede estar trabajando para el Comité de Ética, que está de acuerdo en que nunca se envíe como un agente encubierto obvia e inepto. No está claro si es humano o androide, pero fuera de la cafetería no tiene aureola sobre su cabeza, lo que sugiere que él es humano.
 Otros personajes 
THX (テックス?)
Seiyū: Mitsuki Saiga
Es el robot doméstico de la familia de Masaki, antes podía hablar hasta que misteriosamente se quedó en silencio, habla solamente en caso de emergencia cuando Masaki está en peligro.

## Terminología
Dori-kei (ドリ系?  lit «fan del androide»)
Un término usado por las personas para describir a otras personas que tratan a los androides como a personas.
Androide
Una máquina hecha para parecerse y actuar como un ser humano. Ellos pueden ir desde los modelos más antiguos LUH y THX que parecen más a un esqueleto metálico con rasgos humanos, también encontramos androides más avanzados que son idénticos a los humanos, con la excepción de llevar una aureola holográfica encima de la cabeza.

## Multimedia

### Anime
El anime, producido por Directions, Inc. y animado por los Studio Rikka, está dirigido y compuesto por Yasuhiro Yoshiura, con música de Tohru Okada, y el diseño de personajes a cargo de Ryusuke Chayama. El primer episodio fue transmitido en Yahoo! Japón fue el 1 de agosto de 2008 y finalizado el 18 de septiembre de 2009, con seis episodios en total. También se transmitió en Crunchyroll de manera simultánea poco después del estreno en Yahoo! Japón, ambas con subtítulos en inglés y francés. Los episodios fueron puestos en circulación con formato DVD entre el 1 de enero de 2009 y 28 de octubre de 2009, más tarde fueron salió a la venta en Blu-Ray el 20 de diciembre de 2010. El tema de cierre en el episodio 6 es "Tiempo de la Ternura" (やさしい 時間 の 中 で Yasashii Jikan no Naka de), interpretada por Rie Tanaka, la actriz de la voz de Sammy. La canción fue lanzada más adelante en agosto de 2009 como un solo CD. 1-6 episodios con subtítulos en inglés fueron puestos publicados en los discos Blu-Ray de 1 de enero de 2011.
Una película de animación llamada Time of Eve: The Movie (イヴの時間 劇場版 Gekijoban Ivu no Jikan) se estrenó en 2010 en Ikebukuro Theater en Tokio; con el estreno se lanzó un nuevo tema de la serie titulado "I have a dream", compuesto por Yuki Kajiura e interpretado por la banda pop Kalafina. Una versión BR de la película fue lanzada en Japón en julio de 2010.

#### Lista de episodios
| # | Título                                                                                     | Estreno                  |
| --- | ------------------------------------------------------------------------------------------ | ------------------------ |
| 1 | «Akiko: tiempo de Eve» «Akiko Ivu no Jikan» (Akiko イヴの時間)                             | 1 de agosto de 2008      |
| Tras descubrir una anomalía en el registro de actividad de su androide Sammy, Rikuo inicia una investigación con su amigo Masaki, dando como resultado un oculto café donde conviven androides y humanos tratandose como iguales. Ahí varios clientes tienen sus propias razones para visitar el lugar, dando lugar a conversaciones bastante interesantes. |                                                                                            |                          |
| 2 | «Sammy: Compañero de Eve» «Sammy Ivu no Nakama» (Sammy イヴの仲間)                         | 1 de octubre de 2008     |
| Rikuo se sorprende que su androide Sammy actúe por su cuenta y lo niegue; una conversación entre él y Masaki sobre las leyes de la robótica expone una posible laguna en la interpretación de las mentiras. En el café, los dos estudiantes están a la espera de Sammy, mientras una de las clientes, una niña pequeña y su padre adoptivo toman protagonismo. |                                                                                            |                          |
| 3 | «Koji & Rina: amantes de Eve» «Koji & Rina Ivu no Koibito» (Koji & Rina イヴの恋人)        | 1 de diciembre de 2008   |
| Argumentando sobre las relaciones entre androides y humanos, Rikuo conoce más a detalle a la pareja formada por Koji y Rina, creyendo al principio que alguno de ellos era humano, se lleva una sorpresa por la historia sobre esta pareja. |                                                                                            |                          |
| 4 | «Nameless: muñeca de Eve» «Nameless Ivu no Ningyō» (Nameless イヴの人形)                   | 1 de mayo de 2009        |
| Durante su estancia en un solitario café, de pronto la calma se ve interrumpida por la llegada de un androide antiguo que desconoce su nombre, de donde viene, solo se sabe que estuvo a cargo de un niño tiempo atrás. Este androide tiene limitaciones en la comprensión de la lógica, ocasionando cortocircuitos. Nagi, la barista, concluye que fue ilegalmente abandonado y sus datos fueron ofuscados.                                                             |                                                                                            |                          |
| 5 | «Chie & Shimei: melodía de Eve» «Chie & Shimei Ivu no Senritsu» (Chie & Shimei イヴの旋律) | 1 de julio de 2009       |
| Masaki conoce detalles sobre un androide experimental para cuidado de los niños, sospechando que Shinmei es uno de ellos. Durante su visita diaria al café, los chicos se dan cuenta de la ausencia del viejo; por otra parte, Sammy aparece en el lugar intentando tocar el piano y conviviendo con el resto de los clientes. |                                                                                            |                          |
| 6 | «Masaki: amistad de Eve» «Masaki Ivu no Kizuna» (Masaki イヴの絆)                          | 18 de septiembre de 2009 |
| Masaki tiene un androide tipo THX, el cual tiempo atrás cuidaba de él y lo consolaba. Años después el androide dejó de hablar. El padre de Masaki pertenece al Comité de Ética, una organización que busca prohibir las relaciones entre humanos y androides más allá de su uso como herramientas. El androide llega a actuar por su cuenta para proteger a Masaki, llegando a hablar para resolver la situación que ocurre en el café y pudo poner en peligro a su amo. |                                                                                            |                          |